# Europese kampioenschappen schaatsen 1999
De Europese kampioenschappen schaatsen 1999 werden op 8, 9 en 10 januari 1999 gereden in de ijshal Thialf te Heerenveen.
Titelverdedigers waren de Europees kampioenen van 1998 in Helsinki. Op de ijsbaan van Helsinki werden de Duitse Claudia Pechstein en de Nederlander Rintje Ritsma kampioen.
De Nederlanders Tonny de Jong en Rintje Ritsma werden Europees kampioen.
| Programma                                            | Programma                                               | Programma                              |
| vrijdag 8 januari                                    | zaterdag 9 januari                                      | zondag 10 januari                      |
| ---------------------------------------------------- | ------------------------------------------------------- | -------------------------------------- |
| 500 meter mannen 500 meter vrouwen 5000 meter mannen | 1500 meter vrouwen 1500 meter mannen 3000 meter vrouwen | 5000 meter vrouwen 10.000 meter mannen |

## Mannen

### Eindklassement
| Rang   | Schaatser            | Land        | Punten  | 500 m       | 5000 m       | 1500 m       | 10.000 m      |
| ------ | -------------------- | ----------- | ------- | ----------- | ------------ | ------------ | ------------- |
| Goud   | Rintje Ritsma        | Nederland   | 154,612 | 36,74 (1)   | 6.36,33 (3)  | 1.49,18 (1)  | 13.56,93 (9)  |
| Zilver | Roberto Sighel       | Italië      | 156,127 | 37,64 (6)   | 6.39,57 (7)  | 1.51,20 (8)  | 13.49,29 (6)  |
| Brons  | Dmitri Sjepel        | Rusland     | 156,134 | 37,52 (4)   | 6.39,68 (8)  | 1.50,64 (4)  | 13.55,33 (8)  |
| 4      | Bart Veldkamp        | België      | 156,203 | 38,53 (14)  | 6.35,43 (2)  | 1.52,92 (13) | 13.29,81 (1)  |
| 5      | Vadim Sajoetin       | Rusland     | 156,442 | 38,08 (12)  | 6.37,94 (5)  | 1.51,58 (10) | 13.47,50 (5)  |
| 6      | Martin Hersman       | Nederland   | 156,870 | 37,32 (3)   | 6.40,23 (10) | 1.51,03 (5)  | 14.10,35 (12) |
| 7      | Christian Breuer     | Duitsland   | 156,872 | 36,89 (2)   | 6.43,45 (13) | 1.51,06 (7)  | 14.12,34 (14) |
| 8      | Frank Dittrich       | Duitsland   | 157,648 | 38,82 (19)  | 6.38,27 (6)  | 1.54,20 (18) | 13.38,71 (2)  |
| 9      | Eskil Ervik          | Noorwegen   | 157,706 | 38,53 (14)  | 6.32,55 (1)  | 1.52,05 (12) | 14.11,42 (13) |
| 10     | Kjell Storelid       | Noorwegen   | 157,858 | 39,05 (21)  | 6.37,72 (4)  | 1.53,30 (14) | 13.45,41 (4)  |
| 11     | Stefano Donagrandi   | Italië      | 158,149 | 37,67 (7)   | 6.47,51 (16) | 1.51,80 (11) | 14.09,25 (11) |
| 12     | Marnix ten Kortenaar | Oostenrijk  | 158,608 | 38,73 (17)  | 6.41,29 (11) | 1.53,48 (15) | 13.58,47 (10) |
| 13     | Maurizio De Monte    | Italië      | 158,623 | 37,85 (8)   | 6.46,10 (14) | 1.51,54 (9)  | 14.19,66 (15) |
| 14     | Brigt Rykkje         | Noorwegen   | 158,673 | 39,27 (22)  | 6.39,69 (9)  | 1.55,17 (23) | 13.40,89 (3)  |
| 15     | Gianni Romme         | Nederland   | 158,700 | 38,68 (16)  | 6.41,83 (12) | 1.54,61 (20) | 13.52,69 (7)  |
| 16     | Cédric Kuentz        | Frankrijk   | 160,356 | 37,60 (5)   | 6.54,83 (19) | 1.51,05 (6)  | 14.45,14 (16) |
| NC17   | Paweł Zygmunt        | Polen       | 117,583 | 37,95 (10)  | 6.55,10 (20) | 1.54,37 (19) |               |
| NC18   | Ivan Dyakov          | Rusland     | 118,303 | 37,92 (9)   | 7.04,83 (23) | 1.53,70 (16) |               |
| NC19   | Sebastian Falk       | Zweden      | 118,526 | 38,76 (18)  | 6.54,73 (18) | 1.54,88 (21) |               |
| NC20   | Risto Rosendahl      | Finland     | 119,140 | 38,05 (11)  | 7.10,64 (25) | 1.54,08 (17) |               |
| NC21   | Cédric Michaud       | Frankrijk   | 119,163 | 38,87 (20)  | 6.59,23 (21) | 1.55,11 (22) |               |
| NC22   | Vitali Novichenko    | Wit-Rusland | 119,263 | 38,12 (13)  | 6.59,27 (22) | 1.57,65 (25) |               |
| NC23   | Stefan Lechner       | Oostenrijk  | 121,522 | 39,37 (23)  | 7.08,26 (24) | 1.57,98 (26) |               |
| NC24   | Martin Holoubek      | Tsjechië    | 123,198 | 40,13 (24)  | 7.10,72 (26) | 1.59,99 (27) |               |
| NC25   | Ids Postma           | Nederland   | 131,921 | 54,43 (26f) | 6.47,05 (15) | 1.50,36 (3)  |               |
| DQ1    | Ådne Søndrål         | Noorwegen   | 77,536  | - (DQ)      | 6.48,43 (17) | 1.50,08 (2)  |               |
| NF1    | Andriy Fomin         | Oekraïne    | 82,325  | - (NF)      | 7.11,42 (27) | 1.57,55 (24) |               |
| NS3    | Jaromir Radke        | Polen       | 40,430  | 40,43 (25)  | - (NF)       | - (NS)       |               |

## Vrouwen

### Deelname
De vrouwen streden voor de 24e keer om de Europese titel. Ze deden dit voor de elfde keer in Heerenveen. Zevenentwintig deelneemsters uit dertien landen namen aan dit kampioenschap deel. Tien landen, Duitsland (4), Nederland (4), Noorwegen (4), Rusland (3), Finland (2), Oostenrijk (2), Roemenië (2), Wit-Rusland (2), Hongarije (1) en Tsjechië (1), waren ook vertegenwoordigd op het EK in 1998. Letland (1) , Oekraïne (1) en Polen (1), in 1998 afwezig, waren weer present op dit kampioenschap. Italië, in 1998 nog met drie deelneemsters aanwezig, ontbrak dit jaar. Elf vrouwen maakten hun debuut op het kampioenschap.
De Nederlandse Tonny de Jong werd voor de tweede keer Europees kampioene na haar titel in 1997, het was haar derde keer op het erepodium, in 1995 werd ze derde. Ze volgde haar opvolgster in 1998 op, de Duitse Claudia Pechstein, die ook voor de derde keer op het erepodium plaats nam, dit jaar op plaats twee, in 1996 op plaats drie. Ook de Nederlandse Annamarie Thomas, op plaats drie, nam voor de derde keer op het erepodium plaats, in 1995 en 1996 werd ze tweede.
De andere twee Nederlandse deelneemsters, Barbara de Loor en debutante Renate Groenewold, eindigden respectievelijk als vijfde en zevende in het eindklassement.
De Oostenrijkse Emese Hunyady nam op dit kampioenschap voor de veertiende keer deel in zestien jaar, de jaren 1985 en 1998 ontbrak ze.

### Afstandmedailles
De Nederlandse deelneemsters wonnen op dit kampioenschap zes afstand medailles. Europees kampioene Tonny de Jong bracht haar totaal afstandmedailles op twaalf stuks, ze won goud op de 500 meter, zilver op de 1500 en 3000 meter en brons op de 5000 meter. Annamarie Thomas bracht haar totaal op acht stuks, deze editie voegde ze er een gouden medaille op de 1500 en zilveren op de 500 meter aan toe.
Gunda Niemann-Kleemann bracht haar recordtotaal afstandmedailles op negenendertig (25-10-4).
| Afstand | Goud                     | Zilver            | Brons             |
| ------- | ------------------------ | ----------------- | ----------------- |
| 500m    | Tonny de Jong            | Annamarie Thomas  | Emese Hunyady     |
| 1500m   | Annamarie Thomas         | Tonny de Jong     | Claudia Pechstein |
| 3000m   | Gunda Niemann-Stirnemann | Tonny de Jong     | Claudia Pechstein |
| 5000m   | Gunda Niemann-Stirnemann | Claudia Pechstein | Tonny de Jong     |

### Eindklassement
Achter de namen staat tussen haakjes bij meervoudige deelname het aantal deelnames
| Rang   | Schaatsster                    | Land        | Punten  | 500 m          | 1500 m       | 3000 m       | 5000 m       |
| ------ | ------------------------------ | ----------- | ------- | -------------- | ------------ | ------------ | ------------ |
| Goud   | Tonny de Jong (6)              | Nederland   | 163,497 | 39,50 (1)      | 1.59,41 (2)  | 4.08,70 (2)  | 7.07,44 (3)  |
| Zilver | Claudia Pechstein (7)          | Duitsland   | 164,439 | 40,16 (5)      | 2.00,18 (3)  | 4.09,66 (3)  | 7.06,09 (2)  |
| Brons  | Annamarie Thomas (5)           | Nederland   | 164,897 | 39,62 (2)      | 1.58,37 (1)  | 4.11,70 (4)  | 7.18,71 (6)  |
| 4      | Gunda Niemann-Stirnemann (11)  | Duitsland   | 165,298 | 41,16 (12)     | 2.01,21 (5)  | 4.08,40 (1)  | 7.03,35 (1)  |
| 5      | Barbara de Loor (4)            | Nederland   | 166,760 | 41,20 (13)     | 2.01,86 (6)  | 4.13,15 (5)  | 7.07,49 (4)  |
| 6      | Emese Hunyady (14)             | Oostenrijk  | 167,581 | 39,96 (3)      | 2.01,07 (4)  | 4.17,98 (8)  | 7.22,69 (7)  |
| 7      | Renate Groenewold              | Nederland   | 168,957 | 42,09 (19)     | 2.02,47 (7)  | 4.13,61 (6)  | 7.17,76 (5)  |
| 8      | Varvara Barysjeva              | Rusland     | 169,207 | 40,38 (7)      | 2.03,27 (10) | 4.17,26 (7)  | 7.28,61 (10) |
| 9      | Daniela Anschütz               | Duitsland   | 170,092 | 41,25 (14)     | 2.02,88 (9)  | 4.19,71 (9)  | 7.25,97 (8)  |
| 10     | Natalija Polozkova-Kozlova (3) | Rusland     | 170,490 | 40,25 (6)      | 2.03,51 (11) | 4.22,67 (12) | 7.32,92 (11) |
| 11     | Ulrike Adeberg (6)             | Duitsland   | 170,979 | 41,92 (17)     | 2.02,76 (8)  | 4.20,33 (10) | 7.27,51 (9)  |
| 12     | Emese Dörfler-Antal (7)        | Oostenrijk  | 171,930 | 41,03 (11)     | 2.04,01 (12) | 4.23,36 (13) | 7.36,71 (12) |
| 13     | Anette Tønsberg (9)            | Noorwegen   | 172,275 | 41,28 (15)     | 2.05,00 (15) | 4.21,22 (11) | 7.37,93 (13) |
| 14     | Anna Saveljeva                 | Rusland     | 172,532 | 40,68 (8)      | 2.04,03 (13) | 4.25,76 (14) | 7.42,16 (15) |
| 15     | Krisztina Egyed (3)            | Hongarije   | 172,905 | 40,96 (10)     | 2.04,81 (14) | 4.25,89 (15) | 7.40,27 (14) |
| 16     | Outi Aunula-Ylä-Sulkava (6)    | Finland     | 179,533 | 44,02 (24)     | 2.09,52 (21) | 4.31,47 (16) | 7.50,95 (16) |
| NC17   | Cerasela Hordobetiu (7)        | Roemenië    | 129,251 | 41,35 (16)     | 2.07,62 (18) | 4.32,17 (18) |              |
| NC18   | Anzjelika Kotjoega             | Wit-Rusland | 129,511 | 40,09 (4)      | 2.07,87 (19) | 4.40,79 (25) |              |
| NC19   | Katarzyna Wójcicka             | Polen       | 129,761 | 42,02 (18)     | 2.07,43 (17) | 4.31,59 (17) |              |
| NC20   | Johanna Laine                  | Finland     | 131,990 | 43,10 (22)     | 2.09,78 (22) | 4.33,78 (21) |              |
| NC21   | Ilonda Lūse (5)                | Letland     | 132,106 | 42,71 (20)     | 2.10,89 (24) | 4.34,60 (22) |              |
| NC22   | Anne Therese Tveter            | Noorwegen   | 132,434 | 42,88 (21)     | 2.12,11 (26) | 4.33,11 (20) |              |
| NC23   | Daniela Oltean                 | Roemenië    | 132,598 | 43,86 (23)     | 2.09,99 (23) | 4.32,45 (19) |              |
| NC24   | Jana Rejhonová (2)             | Tsjechië    | 134,534 | 44,93 (25)     | 2.11,38 (25) | 4.34,87 (23) |              |
| NC25   | Olena Mjagkych                 | Oekraïne    | 137,509 | 44,98 (26)     | 2.16,52 (27) | 4.42,14 (26) |              |
| NC26   | Svetlana Tsjepelnikova (2)     | Wit-Rusland | 149,516 | 1.00,35 * (27) | 2.09,15 (20) | 4.36,70 (24) |              |
| NS3    | Ellen Kathrine Lie             | Noorwegen   | 83,086  | 40,77 (9)      | 2.06,95 (16) | NS           |              |

vet = kampioenschapsrecord
* = gevallen, NS = niet gestart